# Raffinerie de Burghausen
 (novembre 2024).
La raffinerie de Burghausen est une raffinerie de pétrole située dans la ville bavaroise de Burghausen. Elle fait partie d'OMV Deutschland GmbH, qui, outre la raffinerie, exploite également des stations-service et des sites de stockage pétrolier. Avec une production de pétrole brut de 3,46 millions de tonnes par an, il s'agit de la plus petite raffinerie de pétrole en Allemagne. Une autre particularité de cette raffinerie est qu'elle ne produit pas d'essence pour moteurs, mais propose la totalité des ingrédients pétroliers nécessaires à la fabrication de produits pétrochimiques dont elle est le principal fournisseur et constitue un maillon crucial du triangle chimique bavarois. Les résidus de la raffinerie sont traités dans un cokeur extrêmement volumineux par rapport au pétrole brut traité, et c'est pourquoi aucun bitume n'est émis par la raffinerie.

## Histoire
La raffinerie a été construite en 1966 et a commencé ses activités en 1967. Le propriétaire exploitant de cette raffinerie est la Deutsche Marathon Petroleum GmbH, fondée en 1962 en tant que filiale allemande de la compagnie américaine Marathon Oil Corporation et chargée de traiter le pétrole brut extrait en Libye. Le fait est que le transport du pétrole libyen vers les États-Unis par la Marathon Oil Corporation n'aurait pas été rentable. C'est pourquoi apres étude des options possibles, la solution retenue fut de traiter le pétrole en Europe. Au même moment, le Transalpine Oil Pipeline (TAL) a été créé pour construire un pipeline reliant l’Italie au sud de l’Allemagne. En fin de compte, la possibilité de vendre des ingrédients pétrochimiques à l'industrie chimique régionale a été le facteur décisif de la construction de la raffinerie à Burghausen. Après un peu moins de deux ans de travaux coïncidant avec l'achèvement du Pipeline TAL, la raffinerie entra donc en service.
Suite à l'imposition d'un embargo économique sur la Libye par les États-Unis en 1986, Marathon Oil a décidé de se retirer des activités de raffinage de Burghausen, car elle traitait principalement du pétrole brut libyen. À l'automne 1987, OMV profite de l'occasion et rachète la Deutsche Marathon Petroleum GmbH. Au cours des années suivantes, la raffinerie a été entièrement rénovée et agrandie afin de répondre aux nouvelles réglementations environnementales et à l'évolution du secteur comme de la concurrence.

## Installations sur Site
L'indice de Nelson permettant de comparer la performance des différentes raffineries est de 7,3 pour la raffinerie de Burghausen. Malgré un petit nombre d'installations de transformation, l'indice du site est relativement élevé car la cokéfaction augmente considérablement la notation par l'indice de Nelson

### Distillation du pétrole brut
La raffinerie de Burghausen dispose d'une installation de distillation de pétrole brut dans laquelle diverses fractions sont distillées à partir du pétrole brut. À 380 °C, les composants se séparent en : gaz de pétrole liquéfié (GPL), naphte, kérosène, gazoles et résidus atmosphériques. La capacité de l'usine qui était de 3 400 000 t/an en 1978 n'a que légèrement augmenté pour atteindre 3 480 000 t/an en 2012

### Cokeur
La raffinerie comprend également un cokeur qui traite les résidus atmosphériques. Il s'agit de l'un des quatre cokeurs en activité en Allemagne, les trois autres étant celles de Miro, BP Gelsenkirchen et la raffinerie de pétrole d'Emsland. Le cokeur fonctionne selon le procédé de cokéfaction retardée, dans lequel les composants lourds du pétrole brut sont décomposés – craqués – à des températures élevées. Le résidu est le coke de pétrole, un solide qui s'accumule dans les fûts de coke. Les produits extraits, gaz de pétrole liquéfié, du naphte, du kérosène et des gazoles, sont distillés et acheminés vers les usines de transformation appropriées du secteur petrochimiqu.
Contrairement à la plupart des autres cokeurs, où des résidus sous vide sont utilisés, dans le cokeur Burghausen, les résidus atmosphériques constituent le produit de base. La production du cokeur est de 1 560 000 t/an, ce qui permet également d'utiliser des résidus étrangers sous vide (matières premières) provenant d'autres raffineries.

### Calcinateur
Le coke de pétrole produit dans le cokeur est ensuite calciné à 1 300 °C dans un calcinateur c'est-à-dire un four à deux soles. Les composants volatiles du coke de pétrole sont brûlés. Le calcination de coke de pétrole qui en résulte est nécessaire à l’industrie sidérurgique et à la production d’électrodes

### Pétrochimie
Les gaz liquides et le naphte sont d'abord désulfurés puis craqués dans des fours de vapocraquage. Le gaz de pyrolyse issu des fours est hydrogéné et séparé. il en résulte de l'éthylène et du propylène, qui doivent être séparés à basse température. De l'essence de pyrolyse hautement aromatique est également produite, qui contient beaucoup de benzène. Celle-ci est séparée de l'essence C-7 restante et vendue séparément.

### Distillats moyens
Les distillats moyens, diesel et kérosène, sont désulfurés et mélangés en fonction de leur utilisation.

### Installation Claus
Dans l'usine Claus, le sulfure d'hydrogène produit lors de la désulfuration est transformé en soufre élémentaire. Ceci est nécessaire dans l'industrie du pneumatique ou pour la production d'acide sulfurique.

## Provenance du Pétrole
Depuis des années, le Kazakhstan fournit environ un tiers du pétrole brut acheminé à travers la Russie par le pipeline du Caspian Pipeline Consortium (en français Consortium du Pipeline de la Caspienne (CPC), long de 1 500 kilomètres, jusqu'à Novorossiysk sur la rive Est de la mer Noire. Là, il est chargé sur des pétroliers et transporté jusqu'au port de Trieste. De là, il est pompé via l’oléoduc transalpin (Transalpine Ölleitung acr TAL) via Trieste jusqu'en Bavière puis au Bade-Wurtemberg.
Au nord de Steinhöring, un des pôles du Triangle de cette industrie chimique régionale, il existe un entrepôt intermédiaire de OMV. De là, le pétrole brut est transporté à travers un pipeline secondaire long de 62 km jusqu'à la raffinerie de Burghausen. 
En 2019, ce sont principalement des pétroles bruts libyens de haute qualité et à faible teneur en soufre qui ont été traités, mais également des pétroles bruts d'Arabie Saoudite et du Kazakhstan. 

### Oléoduc Steinhöring-Burghausen
La portion du TAL de Steinhöring à la raffinerie de Burghausen est connue sous le nom d'oléoduc Steinhöring – Burghausen. Sa longueur totale est de 62,26 km pour un diamètre de 12" (pouces), soit 323,9 mm. La bande de protection est d'au moins 10 m de chaque côté m et la couverture de terre du pipeline est d'au moins 1 m

### Matière première
En plus du pétrole brut, des matières premières sont également utilisées :
- Résidus sous vide pour utilisation dans le cokéfacteur
- Coupe C-3 pour usine de méthylène
- Coupe C-6 pour plante aromatique
- Section C-4 pour usine de méthathèse
- Hydrogène pour la désulfuration

Puisque la raffinerie ne produit pas d'essence et n'a donc pas besoin de reformeurs, aucun excès d'hydrogène n'est nécessaire à la désulfuration. Celui-ci doit être acheté en externe.

## Produits et expédition
La raffinerie fabrique les produits suivants :
- Kérosène sous forme de JetA1
- carburant diesel
- Mazout extra léger
- calciner
- Éthylène
- Propylène
- benzène
- Coupe C-7
- Fioul lourd sous forme de fioul de cokéfaction et de gazole 3
- soufre

Les produits sont expédiés principalement par pipeline, par train et par camion. Comme la raffinerie n'est pas directement reliée à une voie navigable, les produits doivent d'abord être acheminés vers le prochain point de chargement sur le Danube. Le centre de transport de marchandises de Burghausen a été construit en 2014 à proximité immédiate de la raffinerie.

### Pipeline de produits
Un pipeline de produits mène au parc de stockage de Feldkirchen et de là à Erding jusqu'au parc de stockage de l'aéroport de Munich. À Feldkirchen, le diesel et le fioul peuvent être fournis à l'agglomération de Munich à faible coût de transport. Le pipeline vers le parc de stockage de Feldkirchen est de 87,2 km de long et a un diamètre de 8", soit 219,1 mm correspond. De Feldkirchen, le pipeline de produits continue jusqu'à l'aéroport de Munich, près d'Erding, où se trouve un autre parc de stockage. La deuxième section mesure également 8" et a une longueur de 36,2 km. Selon l'opérateur OMV, le pipeline permettra d'économiser 50 000 camions.

### Ligne éthylène et propylène
Un autre pipeline approvisionne des entreprises chimiques telles que Wacker et Borealis en éthylène et en propylène pour la production de plastique. D'autres clients sont connectés via le South Ethylene Pipeline.